# La Selve, Aveyron
La Selve är en kommun i departementet Aveyron i regionen Occitanien i södra Frankrike. Kommunen ligger  i kantonen Réquista som ligger i arrondissementet Rodez. År 2022 hade La Selve 583 invånare.

## Befolkningsutveckling
Antalet invånare i kommunen La Selve
Referens: INSEE